# Makednoi (municipalitate)
Makednos  este un oraș în Grecia în prefectura Kastoria.